# Foosland
Foosland est un village du comté de Champaign dans l'Illinois, aux États-Unis,. Il est incorporé le 16 décembre 1959.

## Démographie
Lors du recensement de 2010, le village comptait une population de 101 habitants. Elle est estimée, en 2016, à 100 habitants.

## Source de la traduction
- (en) Cet article est partiellement ou en totalité issu de l’article de Wikipédia en anglais intitulé « Foosland, Illinois » (voir la liste des auteurs).